# Schifftorvorstadt

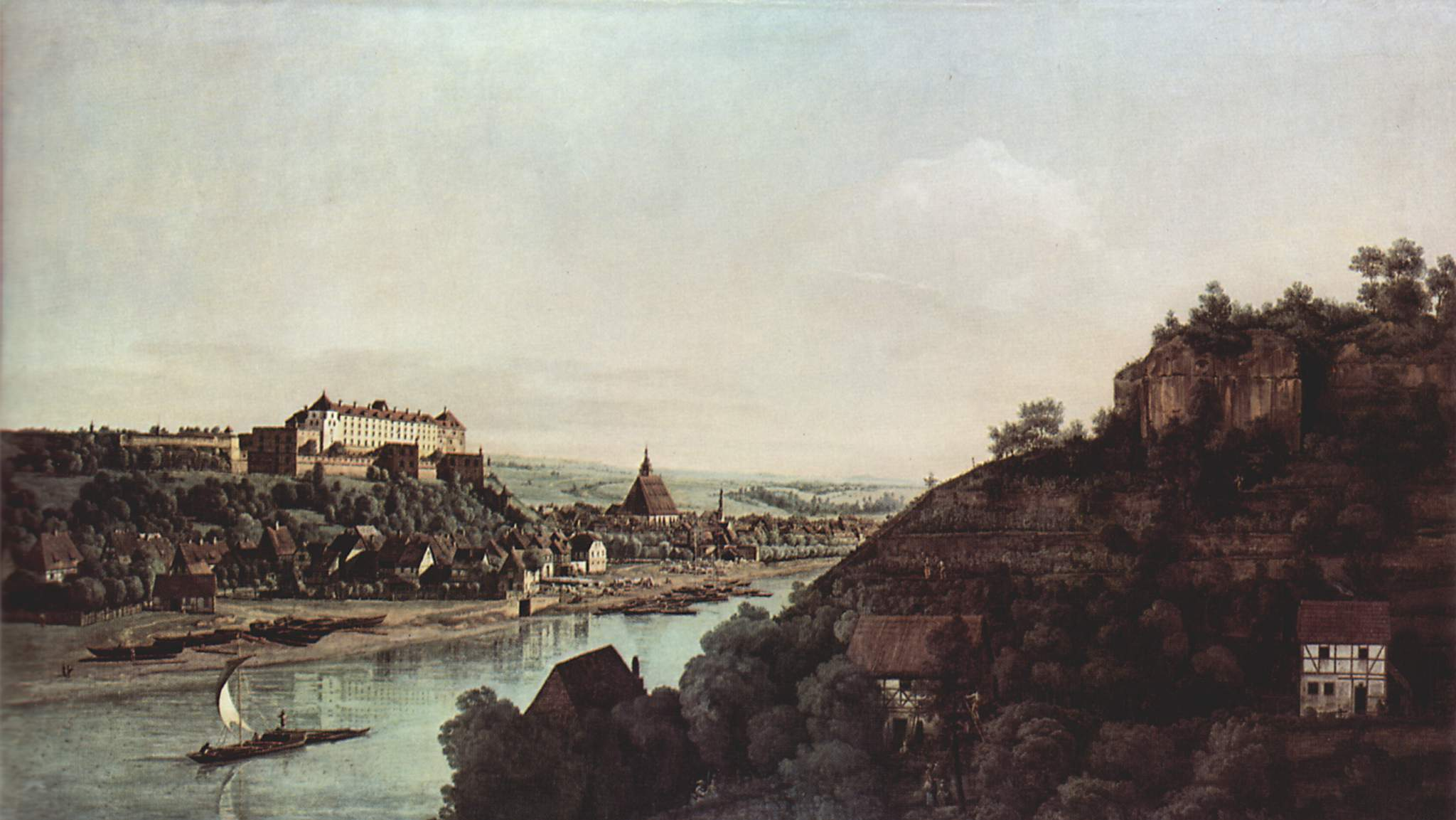
Blick auf Pirna von den Weinbergen bei Posta aus, zwischen Elbe und Festung Sonnenstein die Schifftorvorstadt.

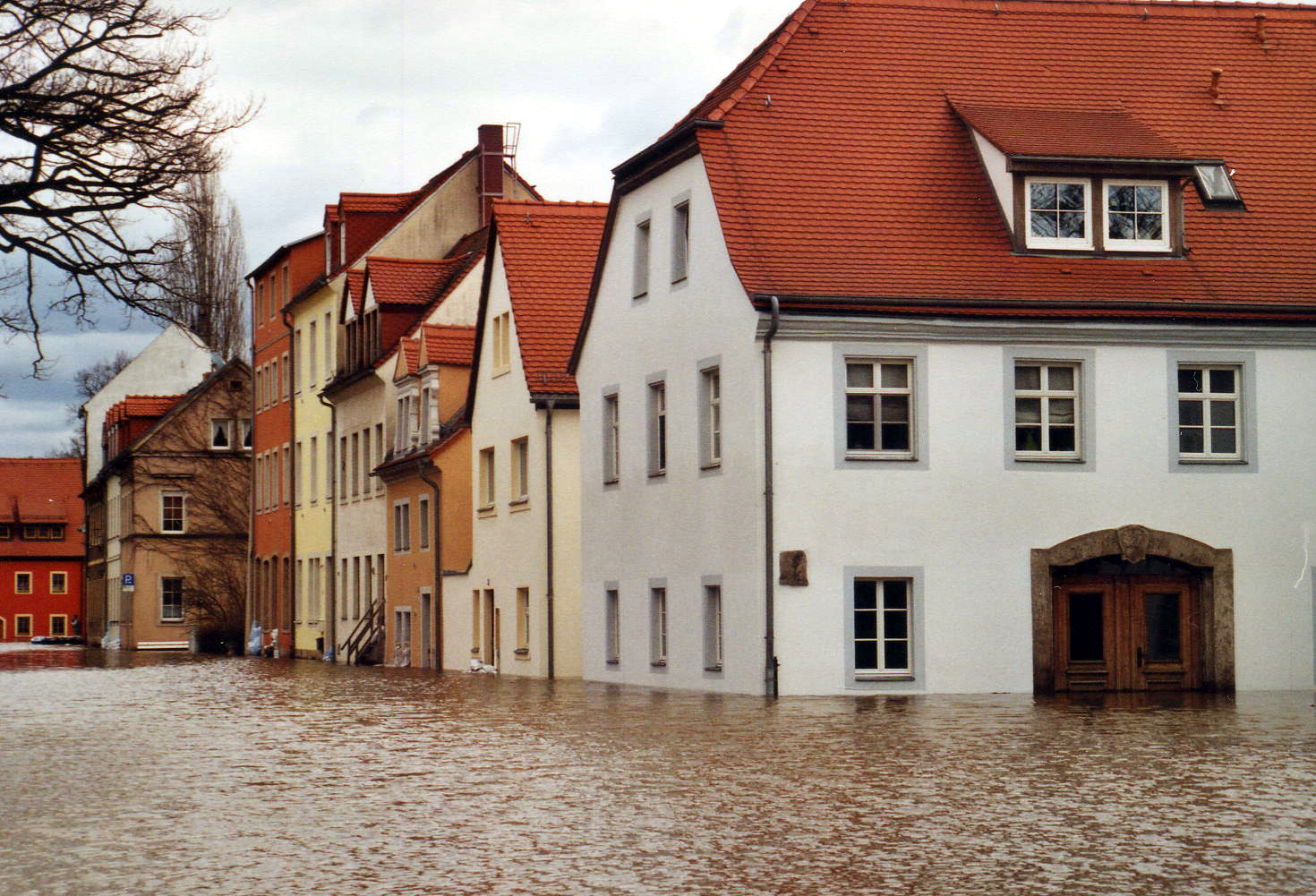
Steinplatz in der Schifftorvorstadt beim Elbhochwasser 2006

Die Schifftorvorstadt ist eine historische Vorstadt von Pirna, der Kreisstadt des Landkreises Sächsische Schweiz-Osterzgebirge.

## Geographie
Zu ihrem Namen kam die Vorstadt durch ihre Lage vorm im 19. Jahrhundert geschleiften Schifftor, einem Teil der Stadtmauer um die Pirnaer Altstadt. Das Schifftor stand am heutigen Steinplatz und war der Durchlass der Langen Straße.
Die Schifftorvorstadt, die im Weichbild der Stadt Pirna lag, ist der Altstadt in östlicher Richtung vorgelagert. Zentrum der Vorstadt ist der Plan, ein rechteckiger Platz. Die Vorstadt liegt im engen Tal der Elbe auf der orografisch linken Seite, unmittelbar vor Eintritt des Stroms in den Elbtalkessel. Der Damm der Bahnstrecke Dresden–Děčín trennt den Stadtteil jedoch vom unmittelbaren Elbufer ab. Südlich der Schifftorvorstadt steigt das Gelände steil zum Sonnenstein mit dem gleichnamigen Schloss an. Auf der gegenüberliegenden Elbseite liegen die Pirnaer Stadtteile Copitz und Posta.

## Geschichte
Die Schifftorvorstadt ist möglicherweise der älteste noch bestehende Teil des inneren Pirnaer Stadtgebiets. Eventuell gab es dort schon vor der Gründung der planmäßigen Altstadt von Pirna eine Siedlung slawischer oder deutscher Schiffer bzw. Fischer. Bereits 1436 wurde der Ort erwähnt, als Zinsen auf ein Haus „in vico dicto Schifftor“ zu zahlen waren. Im Jahre 1481 zinste ein „Garten vor dem Schifftor“ dem Rat der Stadt Pirna. Einige Häuser in der Vorstadt waren Burglehngüter. Im Jahre 1553 wohnten in der Vorstadt vor dem Schifftor 25 Häusler.
Auf der großen, schon im 16. Jahrhundert als „Habe“ bezeichneten Wiese vor dem Schifftor lagen die Vogelstange und das Schießhaus; dort fand jahrhundertelang das Pfingstschießen statt. Auch das 1511 genannte Rohrhaus stand in der Vorstadt. Im Dreißigjährigen Krieg belagerten schwedische Truppen 1639 die Festung Sonnenstein. Zu diesem Zweck brannten sie die Vorstädte rund um die Festung nieder. Die Schiffvorstadt wurde bis auf ein einziges Haus auf dem Grundstück Plangasse 6 ein Opfer der verheerenden Flammen.
Im 19. Jahrhundert wurde das Schifftor im Zuge der Schleifung der Pirnaer Stadtmauer abgetragen. Trotzdem liegt die Vorstadt ruhig und fernab großer Durchgangsstraßen. 